# Franz Fasching
Franz Fasching (n. 2 august 1686, Trnava, Trnavský kraj, Slovacia – d. 6 aprilie 1747, Gyöngyös, Heves, Ungaria) a fost un călugăr iezuit, profesor la Colegiul Iezuit din Cluj.

## Viața
În anul 1702 a intrat în ordinul iezuit. A studiat la universitățile din Trnava (Universitas Tyrnaviensis) și Cașovia (Universitas Cassoviensis). A devenit doctor în filozofie în 1712  și a fost profesor de filosofie și teologie la Cluj până în anul 1725. Ulterior, Fasching a fost superiorul mănăstirilor iezuite din Satu Mare și Győr, respectiv duhovnicul seminarului teologic din Eger.
La Colegiul Iezuit din Cluj i-a fost profesor lui Inocențiu Micu-Klein. Fasching a fost adeptul romanității românilor, idee pe care a dezvoltat-o în scrierile sale legate de istoria Transilvaniei.

## Scrieri
- Allegoria Sacra in Daphnide Deum Hominem continuata metaphora exhibens. Tyrnaviae, 1712.
- Mausolaeum honoris Sociis Jesu caeterisque animarum zelotibus nuperime per Hungariam 200. Tyrnaviae, 1713.
- Dacia vetus ex probatis Scriptoribus deprompta, antiquitatis Cultoribus oblata. Claudiopoli [Cluj], 1725.
- Soliloquia sacra ad curandam aeternae salutis incuriam accomodata..., Posonii [Pojon], 1729.
- Dacia Siculica seu Descriptio pestis Transylvaniae, quam Siculi incolent. Claudiopoli, 1731.
- Motiva quinquaginta ad praeeligendam Catholicam Religionem primae omnium mortalium utilitati, Catholicis, ut in fidem firmentur, Acatholicis, ut ab errore revocentur. Claudiopoli [Cluj], 1739.
- Dacia nova ex probatis Scriptoribus deprompta. Claudiopoli [Cluj], 1743–44.